# Cyril Mackworth-Praed
Cyril Winthrop Mackworth-Praed, OBE FRGS (* 21. September 1891 in Mickleham; † 30. Juni 1974 in Ringwood) war ein britischer Sportschütze, Ornithologe und Entomologe.

## Erfolge
Cyril Mackworth-Praed nahm an den Olympischen Spielen 1924 in Paris und 1952 in Helsinki teil. Auf den Laufenden Hirsch gewann er 1924 sowohl im Einzelschuss als auch im Doppelschuss die Silbermedaille. Im Einzelschuss war er zunächst mit Otto Olsen mit 39 Punkten gemeinsam auf dem zweiten Platz gelandet, ehe er sich im Stechen gegen Olsen mit 19 zu 17 Punkten durchsetzte. Auch im Doppelschuss entschied erst ein Stechen über die Medaillenplätze. Mackworth-Praed gewann es mit 22 zu 16 Punkten gegen Alfred Swahn. Während er mit der Mannschaft im Einzelschuss als Viertplatzierter knapp einen weiteren Medaillengewinn verpasste, gelang ihm mit ihr im Doppelschuss ein knapper Sieg vor Norwegen, dessen Mannschaft mit 262 Punkten einen Punkt weniger als die britische Mannschaft erzielt hatte. Neben Mackworth-Praed, der mit 76 Punkten das beste Resultat der Briten erzielte, waren außerdem Allen Whitty, Philip Neame und Herbert Perry Teil der Mannschaft, die Olympiasieger wurde. Im Trap konnte er nicht an die Ergebnisse anknüpfen. Den Einzelwettkampf beendete er nicht, mit der Mannschaft wurde er Achter. 1952 startete er lediglich im Wettbewerb auf den Laufenden Hirsch im kombinierten Einzel- und Doppelschuss, den er als Elfter von 14 Teilnehmern abschloss.
Mackworth-Praed besuchte das Eton College sowie im Anschluss das Trinity College in Cambridge. Während des Ersten Weltkriegs diente er bei den Scots Guards der British Army. Im Zweiten Weltkrieg leitete er ein Ausbildungszentrum für Kommandokräfte und erhielt für seine Verdienste das Offizierskreuz des Order of the British Empire. Er veröffentlichte mehrere wissenschaftliche Publikationen über Ornithologie in Afrika und war sowohl Fellow der Royal Geographical Society als auch der Royal Zoological Society.

## Dedikationsnamen
David Armitage Bannerman benannte 1921 die Kletterweber-Unterart Malimbus rubricollis praedi zu seinen Ehren.
Eurystomus afer praedi Bannerman, DA, 1921 wird heute als Synonym zur Zimtracken-Unterart (Eurystomus glaucurus afer (Latham, J 1790)) betrachtet.

## Publikationen (Auswahl)
- mit William Lutley Sclater: A list of the birds of the Anglo-Egyptian Sudan, based on the collections of Mr. A. L. Butler, Mr. A. Chapman and Capt. H. Lynes, R. N., and Major Cuthbert Christy, R. A. M. C. (T.F.) Part I Corvididæ-Fringillidæ. In: The Ibis (= 10). Band 6, Nr. 3, 1918, S. 416–476 (biodiversitylibrary.org).
- mit William Lutley Sclater: A list of the birds of the Anglo-Egyptian Sudan, based on the collections of Mr. A. L. Butler, Mr. A. Chapman and Capt. H. Lynes, R. N., and Major Cuthbert Christy, R. A. M. C. (T.F.) Part II Alaudidæ-Hirundinidæ. In: The Ibis (= 10). Band 6, Nr. 4, 1918, S. 602–671 (biodiversitylibrary.org).
- mit William Lutley Sclater: A list of the birds of the Anglo-Egyptian Sudan, based on the collections of Mr. A. L. Butler, Mr. A. Chapman and Capt. H. Lynes, R. N., and Major Cuthbert Christy, R. A. M. C. (T.F.) Part III Picidaeæ-Sagittariidæ. In: The Ibis (= 11). Band 1, Nr. 4, 1919, S. 628–707 (biodiversitylibrary.org).
- mit William Lutley Sclater: A list of the birds of the Anglo-Egyptian Sudan, based on the collections of Mr. A. L. Butler, Mr. A. Chapman and Capt. H. Lynes, R. N., and Major Cuthbert Christy, R. A. M. C. (T.F.) (concluded) Part IV Pelecanidæ-Struthionidæ. In: The Ibis (= 11). Band 2, Nr. 4, 1920, S. 781–855 (biodiversitylibrary.org).
- mit Claude Henry Baxter Grant: Captain C. H. B. Grant and Mr. C. W. Mackworth-Pread sent descriptions of two new races of Francolin, a new race of Sarothura Rail and a note on the typlocality of the Purple Heron. In: Bulletin of the British Ornithologists’ Club. Band 55, Nr. 380, 1934, S. 15–19 (biodiversitylibrary.org).
- mit Claude Henry Baxter Grant: Two new races of Larks from Africa. In: Bulletin of the British Ornithologists’ Club. Band 59, Nr. 424, 1939, S. 140–142 (biodiversitylibrary.org).
- mit Claude Henry Baxter Grant: New Race of a Paradise Flycatcher, Apalis and Eremomela from East Africa. In: Bulletin of the British Ornithologists’ Club. Band 67, Nr. 470, 1947, S. 42–44 (biodiversitylibrary.org).
- mit Claude Henry Baxter Grant: A new Species of Weaver from Uganda. In: Bulletin of the British Ornithologists’ Club. Band 68, Nr. 1, 1947, S. 7–8 (biodiversitylibrary.org).
- mit Claude Henry Baxter Grant: A new Race of Apalis from Tanganyika Territory. In: Bulletin of the British Ornithologists’ Club. Band 68, Nr. 1, 1947, S. 8–9 (biodiversitylibrary.org).
- mit Claude Henry Baxter Grant: On the Type Locality of Strathio camelus Linnaeus and Description of a New Race. In: Bulletin of the British Ornithologists’ Club. Band 71, Nr. 7, 1951, S. 45–46 (biodiversitylibrary.org).
- mit Claude Henry Baxter Grant: A new race of Serin from Eastern Africa. In: Bulletin of the British Ornithologists’ Club. Band 72, Nr. 1, 1952, S. 1–2 (biodiversitylibrary.org).
- mit Claude Henry Baxter Grant: A new race of Woodpecker from Portuguese East Africa. In: Bulletin of the British Ornithologists’ Club. Band 73, Nr. 5, 1953, S. 55–56 (biodiversitylibrary.org).
- mit Claude Henry Baxter Grant: A new race of lark from South West Africa. In: Bulletin of the British Ornithologists’ Club. Band 75, Nr. 2, 1955, S. 23–24 (biodiversitylibrary.org).
- mit Claude Henry Baxter Grant: A new race of Dark-backed Weaver from Tanganyika Territory. In: Bulletin of the British Ornithologists’ Club. Band 76, Nr. 2, 1956, S. 33 (biodiversitylibrary.org).
- mit Claude Henry Baxter Grant: Birds of Eastern and North Eastern Africa (= African handbook of birds. Serie 1). Band 1. Longmans, London 1957.
- mit Claude Henry Baxter Grant: Birds of Eastern and North Eastern Africa (= African handbook of birds. Serie 1). Band 2. Longmans, London 1957.
- mit Claude Henry Baxter Grant: Gavia. In: Bulletin of the British Ornithologists’ Club. Band 78, Nr. 1, 1958, S. 14–16 (biodiversitylibrary.org).
- mit Claude Henry Baxter Grant: Colymbus. In: Bulletin of the British Ornithologists’ Club. Band 78, Nr. 1, 1958, S. 16–17 (biodiversitylibrary.org).
- mit Claude Henry Baxter Grant: A new Race of Serin from Northern Rhodesia. In: Bulletin of the British Ornithologists’ Club. Band 78, Nr. 1, 1958, S. 17 (https://www.biodiversitylibrary.org/item/125530#page/35/mode/1up biodiversitylibrary.org).
- mit Claude Henry Baxter Grant: On Ammomanes cinctura pallens Le Roi, Orn. Mon. p. 6 1912: Birsani, Bajuda Steppe, Dongola Province, Sudan. In: Bulletin of the British Ornithologists’ Club. Band 78, Nr. 1, 1958, S. 18 (biodiversitylibrary.org).
- mit Claude Henry Baxter Grant: A new Race of Long-Billed Pipit from Nigeria. In: Bulletin of the British Ornithologists’ Club. Band 78, Nr. 1, 1958, S. 18 (biodiversitylibrary.org).
- mit Claude Henry Baxter Grant: On Malaconotus blanchoti Stephens, Gen. Zool. 7, p. 161, 1826. In: Bulletin of the British Ornithologists’ Club. Band 78, Nr. 1, 1958, S. 19 (biodiversitylibrary.org).
- mit Claude Henry Baxter Grant: Birds of the southern third of Africa (= African handbook of birds. Serie 2). Band 1. Longmans, London 1963 (1962-63).
- mit Claude Henry Baxter Grant: Birds of the southern third of Africa (= African handbook of birds. Serie 2). Band 2. Longmans, London 1963 (1962-63).